# 張美慧
張美慧（1970年12月3日—），臺灣政治人物，花蓮縣人，現任花蓮縣議員（民主進步黨籍）。國立東華大學公共行政研究所法學碩士（M.P.A.），曾任記者、節目主持人與新聞主播，擔任行政院農業委員會水土保持局花蓮分局、經濟部專業人員研究中心及衛生福利部玉里醫院課程講師等職務。曾創辦杜大師行動學習俱樂部與花蓮縣婦女成長關懷協會，分別擔任會長與理事長等職務。張美惠是已故花蓮市市長田智宣的遺孀。
早年曾加入中國國民黨，2010年與民進黨籍的田智宣結婚，協助其經營基層多年。張美慧也長年投身公益活動，並創辦「花蓮縣婦女成長關懷協會」。

## 從政生涯

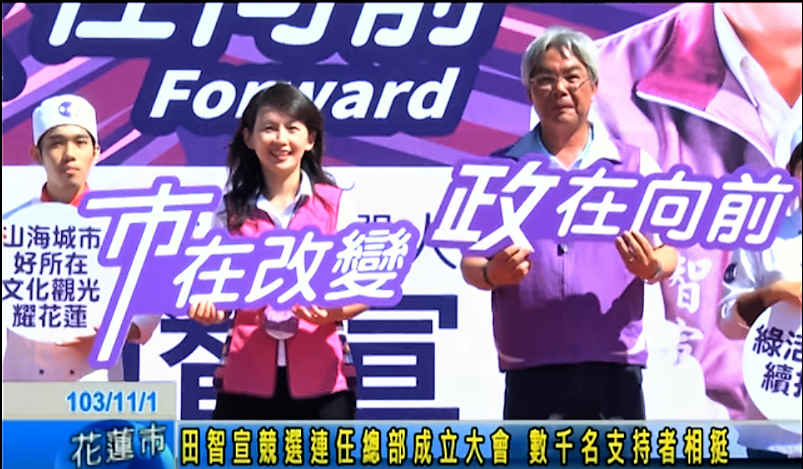
花蓮市長田智宣與妻子張美慧於2014年競選連任大會上

花蓮市市長田智宣於因肺癌細胞轉移至腦幹、脊髓而於2016年5月去世。因花蓮市市長一職出缺依規定須補選，民進黨在花蓮縣黨部出面協調下，於6月27日確定徵召張美慧代表民進黨投入市長補選，推出十二項政見，延續田智宣「不分藍綠，唯有民意」的市政理念，實現田智宣對市民的承諾。
2016年7月11日，張美慧在民進黨秘書長洪耀福與花蓮籍立法委員蕭美琴等人的陪同下，完成花蓮市市長補選的參選登記，後未勝選。
張美慧的「選舉公報政見」是以原住民族語羅馬字的阿美文及中文並列，是《公職人員選舉罷免法》修正後全國首見原住民族語競選公報。
2018年獲民進黨提名參選花蓮縣議員，成功當選並於2022年連任成功。
2023年獲民進黨「民主大聯盟」徵召參選花蓮縣立法委員，敗給時任中國國民黨籍立委傅崐萁。

## 選舉紀錄
| 年度 | 選舉屆數               | 選舉區               | 所屬政黨   | 得票數 | 得票率 | 當選標記 | 備註 |
| ---- | ---------------------- | -------------------- | ---------- | ------ | ------ | -------- | ---- |
| 2016 | 第十七屆花蓮市市長補選 | 花蓮縣花蓮市         | 民主進步黨 | 13,958 | 42.19% |          |      |
| 2018 | 第十九屆花蓮縣議員選舉 | 花蓮縣第一選舉區     | 民主進步黨 | 4,971  | 11.15% |          |      |
| 2022 | 第二十屆花蓮縣議員選舉 | 花蓮縣第一選舉區     | 民主進步黨 | 4,164  | 11.37% |          |      |
| 2024 | 第十一屆立法委員選舉   | 花蓮縣立法委員選舉區 | 民主進步黨 | 51,732 | 40.45% |          |      |

## 事件
2023年12月，張美慧代表民進黨競選花蓮縣立法委員期間，其競選團隊所雇用的工讀生在僅領有學習駕照（屬無照駕駛）藍色發財車路途中撞倒6旬婦人，當日婦人入院後即昏迷並於加護病房。事隔2日，經連日急救，仍不幸身亡。張美慧與團隊公開鞠躬致歉，並宣布繼續暫停個人公開競選活動，也表示會負起全責，全力協助家屬治喪。

## 外部連結
- 張美慧的Facebook專頁（繁體中文）